# جور أبو رعد
جور أبو رعد إحدى قرى مركز رفح التابع لمحافظة شمال سيناء بجمهورية مصر العربية.